# Khu bảo tồn động vật hoang dã Huai Kha Khaeng
Khu bảo tồn động vật hoang dã Huai Kha Khaeng (tiếng Thái: ห้วยขาแข้ง) là một khu vực được bảo vệ ở Thái Lan. Vị trí của nó nằm trên các tỉnh Kanchanaburi, Tak và Uthai Thani. UNESCO đã công nhận khu vực này nối với Khu bảo tồn hoang dã Thungyai Naresuan là di sản thế giới. Khu bảo tồn này có diện tích 257.464 ha.

## Lịch sử
Khu bảo tồn đời sống hoang dã này được thành lập ngày 4 tháng 9 năm 1972 với diện tích 1.019.375 rai. Nó được mở rộng hai lần vào ngày 21 tháng 5 năm 1986 lên 1.609.150 rai, và ngày 30 tháng 12 năm 1992 lên 1.737.587 rai.